# Laakkeensaari
Laakkeensaari är en ö i Finland. Den ligger i sjön Pyhäselkä och i kommunen Libelits i den ekonomiska regionen  Joensuu ekonomiska region  och landskapet Norra Karelen, i den sydöstra delen av landet, 400 km nordost om huvudstaden Helsingfors. Öns area är 14,3 hektar och dess största längd är 0,6 kilometer i sydöst-nordvästlig riktning.